# Markus Einan
Markus Einan (* 4. Februar 1997 in Sørumsand) ist ein norwegischer Mittelstreckenläufer, der sich auf den 800-Meter-Lauf spezialisiert hat.

## Sportliche Laufbahn
Erste internationale Erfahrungen sammelte Markus Einan im Jahr 2015, als er bei den Junioreneuropameisterschaften in Eskilstuna das Halbfinale erreichte und dort mit 1:55,53 min ausschied. Im Jahr darauf scheiterte er bei den U20-Weltmeisterschaften in Bydgoszcz mit 1:53,61 min in der ersten Runde und 2018 nahm er an den Europameisterschaften in Berlin teil, schied aber auch dort mit 1:48,55 min in der Vorrunde aus. 2019 schied er bei den Halleneuropameisterschaften in Glasgow teil und schied dort mit 1:49,14 min in der ersten Runde aus. Anschließend belegte er bei den U23-Europameisterschaften in Gävle in 1:49,79 min den siebten Platz.
2019 wurde Einan norwegischer Hallenmeister im 800-Meter-Lauf.

## Persönliche Bestleistungen
- 800 Meter: 1:47,64 min, 26. Mai 2018 in Oordegem
  - 800 Meter (Halle): 1:48,90 min, 3. Februar 2019 in Haugesund